# Ectropis plectroneura
Ectropis plectroneura är en fjärilsart som beskrevs av Oswald Beltram Lower 1900. Ectropis plectroneura ingår i släktet Ectropis och familjen mätare. Inga underarter finns listade i Catalogue of Life.